# Pratt & Whitney Canada PT6
El Pratt & Whitney Canada PT6 és un dels motors d'aviació turbohèlice més utilitzats de la història. Va ser dissenyat i és produït per la companyia Pratt & Whitney Canada. El model principal PT6A és utilitzat en una gamma molt àmplia d'avions lleugers, amb potències d'entre 580 i 920 cavalls en els models originals i fins a 1940 cavalls en els models grans. Les versions PT6B i PT6C són variants turboeix utilitzades en helicòpters.

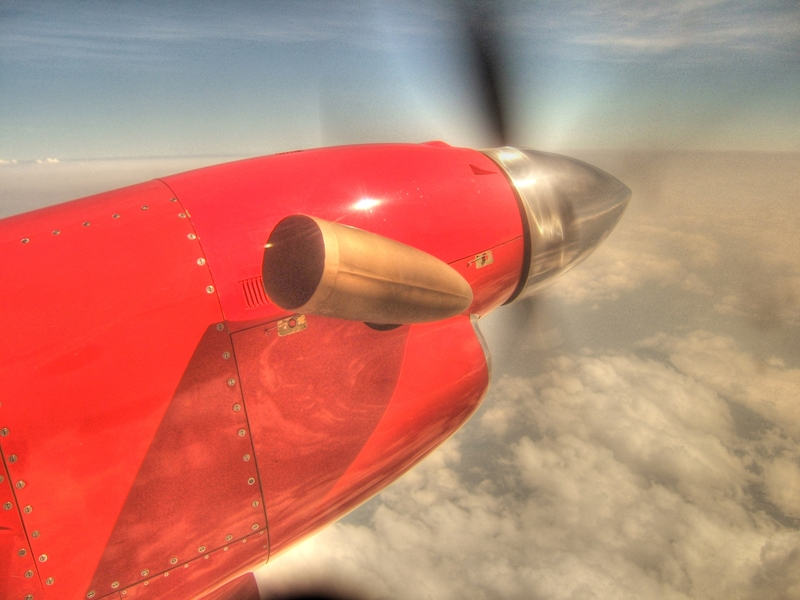
Un motor PT6A-67D d'una avioneta Beechcraft 1900D.

## Disseny i desenvolupament
El disseny de la turbohèlix PT6 va començar a finals de la dècada de 1950. El primer vol va ser el 30 de maig de 1961 a les instal·lacions de de Havilland Canada a Ontario. La producció en sèrie va començar el 1963 i l'any 2001 ja s'havien produït 36.000 PT6A, sense incloure les altres versions.

## Especificacions
| Nom        | PT6A-11AG       | PT6A-50         | PT6A-68C           | PT6B-36A        | PT6B-37A          | PT6C-67B          | PT6C-67C            | PT6C-67E            | PT6T-6B             |
| ---------- | --------------- | --------------- | ------------------ | --------------- | ----------------- | ----------------- | ------------------- | ------------------- | ------------------- |
| Diàmetre   | 483 mm          | 483 mm          | 483 mm             | 825 × 495 mm    | 495 mm            | 584 mm            | 584 mm              | 584 mm              | 825 × 1105 mm       |
| Llargada   | 1,58 m          | 1,73 m          | 1,83 m             | 1,50 m          | 1,63 m            | 1,50 m            | 1,50 m              | 1,50 m              | 1,67 m              |
| Pes en sec |                 | 193 kg          |                    | 169 kg          | 172 kg            |                   |                     |                     |                     |
| Potència   | 550 kW (748 PS) | 705 kW (958 PS) | 1175 kW (1.600 PS) | 732 kW (995 PS) | 747 kW (1.015 PS) | 895 kW (1.217 PS) | 1.252 kW (1.702 PS) | 1.324 kW (1.800 PS) | 1.469 kW (2.000 PS) |